# Ballerup Sogn
Ballerup Sogn er et sogn i Ballerup-Furesø Provsti (Helsingør Stift). Sognet ligger i Ballerup Kommune (Region Hovedstaden). Indtil Kommunalreformen i 2007 lå det i Ballerup Kommune (Københavns Amt), og indtil Kommunalreformen i 1970 lå det i Smørum Herred (Københavns Amt). I Ballerup Sogn ligger Skovvejskirken og Ballerup Kirke.
I Ballerup Sogn findes flg. autoriserede stednavne:
- Ballerup (bebyggelse, ejerlav)
- Egebjerg (bebyggelse)
- Lautrupgård (bebyggelse)
- Malmparken (station)

Skovlunde Sogn blev udskilt fra Ballerup Sogn 1. august 1961.